# Kevin Dyson
Kevin Tyree Dyson (Logan, 23 giugno 1975) è un ex giocatore di football americano statunitense che ha giocato nel ruolo di wide receiver nella National Football League. Fu scelto nel corso del primo giro (16º assoluto) del Draft NFL 1998 dai Tennessee Oilers. Al college giocò a football all'Università dello Utah. Dyson è noto per aver preso parte a due giocate entrate nella storia della NFL: il Music City Miracle e The Tackle.

## Carriera professionistica
Dyson fu scelto dai Tennessee Oilers, poi diventati Titans, nel primo giro del Draft 1998, giocandovi fino al 2002. Nei playoff del 1999 fu coinvolto in due delle giocate più memorabili della storia della NFL. Dyson fu il destinatario del discusso passaggio laterale di Frank Wycheck con cui segnò il touchdown vincente nella vittoria sui Buffalo Bills divenuta nota come Music City Miracle. Poche settimane dopo, fu placcato da Mike Jones "one yard short" (a una sola yard) mentre si avviava a segnare il touchdown del pareggio nel Super Bowl XXXIV mentre il tempo andava scadendo, giocata questa soprannominata The Tackle.
Dyson passò ai Carolina Panthers nel 2003 ma giocò sporadicamente a causa di un infortunio, riuscendo comunque ad apparire brevemente anche nel Super Bowl XXXVIII, perso contro i New England Patriots. I San Diego Chargers acquisirono Dyson per la stagione 2004 ma lo svincolarono prima che scendesse in campo. Nel 2005 passò ai Washington Redskins ma fu ancora svincolato il 3 settembre, ritirandosi.

## Palmarès
- American Football Conference Championship: 1

Tennessee Titans: 1999
- National Football Conference Championship: 1

Carolina Panthers: 2003

## Statistiche
| Ricezioni     | 178   |
| Yard ricevute | 2.325 |
| Touchdown     | 18    |